# Okahandja
Okahandja, que significa "sitio donde dos ríos confluyen para formar uno ancho", es un pueblo en la región administrativa de Namibia llamada Otjozondjupa.
Los primeros asentamientos en lo que hoy es este pueblo, por dos tribus del área, herero y nama, ocurrieron alrededor de 1800. En 1827 el religioso alemán Heinrich Schmelen fue el primer europeo en visitar el lugar. En 1844 dos misioneros fueron delegados con carácter permanente en el pueblo. Sin embargo, en la actualidad se reconoce 1894, cuando se estableció una base militar en el pueblo, como año oficial de su fundación.
Durante el periodo de ocupación de Namibia (entonces llamado África del Sudoeste) por parte de Sudáfrica, y mientras se aplicaron las políticas de desarrollo separado del apartheid, el pueblo sirvió como capital administrativa del bantustán de Hererolandia.
Para la fecha del censo de población de 2001, el pueblo tenía 18.155 habitantes; la mayoría de ellos de la etnia herero, tribu para la cual el pueblo sigue funcionando como su centro administrativo para asuntos relacionados con el gobierno.
- Datos: Q597491
- Multimedia: Okahandja / Q597491